# Rigidez
Rigidez é a resistência de um corpo à deformação por uma força aplicada. É a medida da resistência oferecida por um corpo à uma deformação. Diferentemente do módulo de elasticidade, que é uma propriedade do material, a rigidez depende da geometria do corpo. Portanto, o módulo de elasticidade é uma propriedade intensiva do material, enquanto que a rigidez é uma propriedade extensiva.

## Definição
Um corpo quando tem uma força sendo aplicado a ele, sofre, por menor que seja, uma deformação e a capacidade de resistir a essa deformação é a rigidez.
Para um corpo com um único grau de liberdade, a rigidez é definida como
{\displaystyle k={\frac {F}{\delta }}}
onde,
- {\displaystyle F} é a força aplicada ao corpo
- {\displaystyle \delta } é o deslocamento produzido pela força ao longo da direção dessa força

Exemplo: Rigidez em um corpo em compressão
Sendo A a área da sessão do corpo antes da compressão (Por exemplo, se for um cilindro, a área do circulo), E é o módulo de elasticidade, e L tamanho do corpo perpendicular a força sendo aplicada.
{\displaystyle k={\frac {A*E}{L}}}
A rigidez k de um corpo com deflexão em distância {\displaystyle \delta } sob força aplicada {\displaystyle P} (na figura ao lado {\displaystyle N}) é:
{\displaystyle k={\frac {P}{\delta }}}

Corpo sendo Comprimido

No Sistema Internacional de Unidades, a rigidez é tipicamente medida em newton por metro. Como tanto a força aplicada quanto a deflexão são vetores, no geral seu relacionamento é caracterizado pela matriz de rigidez..
O inverso da rigidez é chamado compliância.